# Haruko Momoi
Haruko Momoi, nota anche con lo pseudonimo di Halko (桃井はるこ?, Momoi Haruko; Tokyo, 14 dicembre 1977), è una doppiatrice e cantante giapponese.

## Carriera

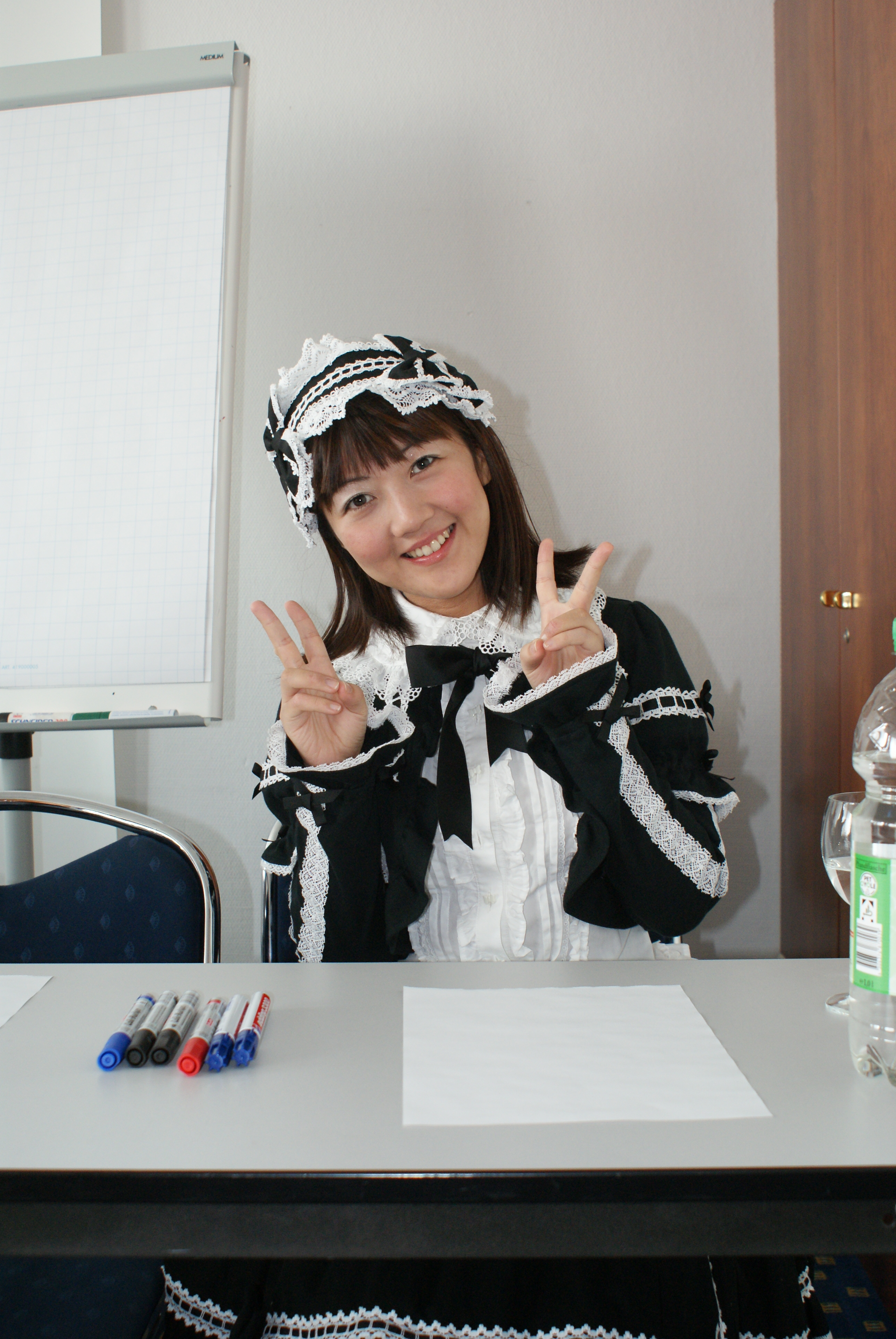
"Halko" al Connichi 2008.

Haruko ha studiato OSP durante le scuole medie, inseguendo una sua passione infantile. Si è laureata alla Tokyo Metropolitan Yoyogi High School. I suoi articoli online sul suo blog hanno catturato l'attenzione del caporedattore del settimanale Weekly ASCII che le ha offerto un lavoro come scrittrice per la stessa rivista.
Alla fine degli anni novanta, ha iniziato a cantare e a fare alcuni spettacoli per le strade di Harajuku e Akihabara, debuttando con il suo singolo "Mail Me", una reinterpretazione che fa da colonna sonora al film Suicide Club del 2000. Ha poi assunto il ruolo di seiyū per Komugi Nakahara nell'anime SoulTaker. Nel 2002 ha formato con Masaya Koike il duo Under17 e le canzoni che hanno eseguito insieme sono state usate in vari video giochi, giochi per adulti e anime. Tra i brani più noti in occidente la prima stesura di Time Only Knows, riadattata dal canadese Stuart Chatwood e cantata da Cindy Gomez nel 2002, quale sigla di chiusura del videogioco Prince of Persia: The Sands of Time (2003).
Dopo il loro ultimo album Best Album 3 ~ Soshite Densetsu e... ~ e un tour dal vivo con lo stesso nome, gli Under17 si sono separati per divergenze creative nel 2004, e i due musicisti hanno seguito separatamente le proprie vie. Haruko ha continuato la sua carriera cantando da solista fino al 2006, quando ha firmato per la Avex mode (una branca della nota casa discografica nipponica che si occupa delle colonne sonore degli anime) come compositore e cantante.
Nel 2007 Halko ha pubblicato una sua autobiografia dal titolo "Akihaba-LOVE", in cui racconta le grandi esperienze che l'hanno formata, soprattutto i passi importanti nella costruzione della sua carriera come musicista e doppiatrice, ma anche aneddoti dell'infanzia e le storie di amicizia, così come le personali opinioni sui diversi aspetti dei fandom.

## Doppiaggio
Ruoli di spicco in grassetto.

### Anime

#### 2001
- Final Fantasy: Unlimited (Ai Hayakawa)
- Soul Taker (Komugi Nakahara)

#### 2002
- Ai yori aoshi (Chika Minazuki)
- Galaxy Angel (Annunciatrice)
- Gravion (Doria)
- UFO Ultramaiden Valkyrie (Maru)

#### 2003
- Ai yori aoshi: Enishi (Chika Minazuki)
- Bottle Fairy (Tama-chan)
- DC: Da Capo (Utamaru)
- Popotan (Mii)
- Mahoromatic: Summer Special (Shi Ho)
- Mouse (anime) (Samantha Morijima nell'episodio 12)

#### 2004
- DearS (China)
- Gravion Zwei (Doria)
- Kujibiki Unbalance (Shinobu Enomoto)
- Paranoia Agent (Maromi)
- Ragnarok The Animation (Maya)
- Ryūsei sentai Musumet (Sao-Tomé Ko)

#### 2005
- DCSS: Da Capo (seconda stagione) (Utamaru)

#### 2006
- Blackjack 21 (Suzie)
- Lovely Idol (Mai Nonomiya)
- Magikano (Marin Nijihara)

#### 2007
- Code-E (Keiko Komatsuna)
- Prism Ark (Filia)
- Seto no Hanayome (San Seto)

#### 2008
- Missione-E (Komatsuna Keiko)
- Tales of the Abyss (Anise Tatlin)

### O.A.V.
- Majokko Tsukune-chan (Tsukune)
- Netrun-mon (Chiyu)
- Nurse Witch Komugi (Komugi Nakahara / la magica infermiera Komugi)
- Nurse Witch Komugi-Chan Magikarte Z (Komugi Nakahara / la magica infermiera Komugi)
- Moekan  (萌野命?, Moe no Mikoto)

Ha doppiato anche il personaggio di Wynaut nell'anime Camp Pikachu, uscito insieme al DVD del film Pokémon Heroes nell'edizione statunitense.

### Videogiochi
- Ai yori aoshi (Chika Minazuki)
- Baldr Force EXE (Baschiera)
- BALDR BULLET "REVELLION" (Asou Natsume)
- DCPS: Da Capo Plus Situation (Utamaru)
- DC Four Seasons: Da Capo Four Seasons (Utamaru)
- DearS (Cina)
- Nurse Witch Komugi (Komugi Nakahara / la magica infermiera Komugi)
- Prism Ark (Filia)
- Prism Ark-Awake (Filia)
- Steins;Gate (Faris Nyannyan/Rumiho Akiha)
- Steins;Gate: My Darling's Embrace (Faris Nyannyan/Rumiho Akiha)
- Steins;Gate 0 (Faris Nyannyan/Rumiho Akiha)
- Stella Deus: The Gate di Eternity (Tia)
- Tales of the Abyss (Anise Talin)
- Tales of Fandom Vol.2 (Anise Tatlin)
- Tales of the Rays (Anise Tatlin)
- Tales of Crestoria (Anise Tatlin)

## Varie
- Kawaii! JeNny (Sorella B)

## Radio
- Kageyama ☆ Momoi no Baisoku Moe-Chan Neru
- Popo-Radi (Chiusa)
- Ragnarok Online: THE RADIO (Chiusa)
- Ura Momoi (Chiusa)
- Prism Knight (Chiusa)
- TOKYO→NIIGATA MUSIC CONVOY (gennaio 2006)
- Momoi Haruko non Cho! Momoi
- Momoi Haruko no Radio ☆ UP DATE (Chiusa)
- avex presents Momoi Haruko no NikoNiko RADIO
- avex presents Momoi Haruko no FumuFumu RADIO
- Seto no Hanayome: Yomeiri Radio (Chiusa)

## Drama CD
- Ai Yori Aoshi series (Chika Minazuki)
- Tales of the Abyss series (Anise Tatlin)
- Prism Sound Package speciale Arca (Filia)
- Prism Ark Drama CD: Sister Hell Prism Variation (Filia)
- Ragnarok The Animation Ver.1-Ver.3 (Maya)

## Televisione
- D's Garage21 (TV Asahi, Chiusa)
- Anime TV (ospite)
- AniPara Music-place (ospite)
- Geki☆Ten (ospite)
- アキバ!AKIBA☆あきば[4] (ospite)
- Anime Tengoku (ospite regolare da ottobre 2007)
- HOT WAVE (TVS, ospite)
- JoyPopTune (TVS)
- @Tunes. (tvk, ospite)

## Discografia

### Singoli
| Data di uscita    | Singolo                                                                 |
| 24 maggio, 2000   | Mail Me                                                                 |
| 27 luglio, 2005   | Ton Dol Baby (トンドルベイビー?)                                        |
| 19 ottobre, 2005  | WONDER MOMO-i〜New recording〜                                          |
| 8 novembre, 2006  | Saigo no Rock (さいごのろっく?)                                         |
| 6 dicembre, 2006  | Yume no Baton (ゆめのばとん?)                                           |
| 27 dicembre, 2006 | Enter!                                                                  |
| 28 marzo, 2007    | 21 Seiki (21世紀?)                                                      |
| 10 ottobre, 2007  | Party!                                                                  |
| 25 ottobre, 2007  | Yuuen no Amulet/Opera Fantasia (悠遠のアミュレット/オペラファンタジア?) |
| 25 ottobre, 2007  | R・G・B…                                                                |
| 14 novembre, 2007 | Lumica (ルミカ?)                                                        |
| 29 aprile, 2009   | るーじー・ぐーじー (?)                                                  |

### Album
| Data di uscita    | Album                                                  |
| 9 agosto, 2006    | momo-i quality                                         |
| 21 febbraio, 2007 | Haruko☆UP DATE SONGS BEST (はるこ☆UP DATE SONGS BEST?) |
| 21 marzo, 2007    | Famison 8BIT (ファミソン8BIT?)                         |
| 8 giugno, 2007    | Famison 8BIT STAGE2 (ファミソン8BIT STAGE2?)           |
| 20 giugno, 2007   | COVER BEST - Cover Densha (COVER BEST カバー電車?)     |
| 5 marzo, 2008     | Sunday early morning                                   |

### Singoli da Anime
| Data di uscita    | Singolo                                                    |
| 1º novembre, 2006 | LoveLoveLove no Sei na no yo! (LoveLoveLoveのせいなのよ!?) |
| 25 aprile, 2007   | Romantic Summer                                            |
| 23 maggio, 2007   | your gravitation                                           |
| 22 agosto, 2007   | Dan Dan Dan                                                |
| 27 agosto, 2008   | Feel So Easy                                               |

### DVD
- momo-i Live DVD (Avex mode)
- Haruko ☆ SU DATA (Pony Canyon)
- BEST CLIP (Avex mode)

Uscite simultaneamente con l'album Sunday early morning del 5 marzo 2008 con la realizzazione del making-of.

## Libri
- Akihaba LOVE ~Akihabara to issho ni otona ni natta~

## Apparizioni ufficiali
Haruko è apparsa in vari concerti esterni al Giappone.
- Anime Expo 2007, Long Beach, California, USA: 29 giugno - 2 luglio 2007[5]
- Connichi 2007, Kassel, Germania: 7 settembre - 9 settembre, 2007[6]
- Anime Nord 2008, Toronto, Canada: 23 maggio - 25 maggio 2008[7]
- Connichi 2008, Kassel, Germania: 12 settembre - 14 settembre, 2008
- Honolulu Festival 2009, Honolulu, Hawaii: 15 marzo 2009[8]